# Hipsícrates de Fenícia
Hipsícrates de Fenícia (llatí: Hypsicrates; grec antic: Ὑψικράτης) va ser un historiador que va escriure una història sobre Fenícia en llengua fenícia. Aquesta obra va ser traduïda al grec sota el nom de Ἄσιτος, o Λαῖτος. Tatià i Eusebi Escolàstic mencionen l'obra i l'autor. Era probablement fenici, tot i que a les fonts no s'indica ni el lloc ni l'època en què va viure.